# El Socio
El Socio – jednostka osadnicza w Stanach Zjednoczonych, w stanie Teksas, w hrabstwie Starr.